# 歌人II
『歌人II 〜ソングコレクション～』（うたびとツー ソングコレクション）は、村下孝蔵が1987年にリリースした、2作目のベスト・アルバム。

## 解説
前作『歌人〜ソングコレクション〜』同様、シングル曲とアルバム収録曲から選曲されたベスト・アルバム。
本作は『歌人〜ソングコレクション〜』収録曲以降に発売された曲が主に収録されている。
アルバム『花ざかり』、シングル『夢のつづき』から、アルバム・シングル『陽だまり』までが主に収録された。
『花ざかり』より過去に発売されたアルバムからも収録されている。
デビュー曲ながら前作に収録されなかった「月あかり」、「歌人」も収録されている。

## リリース
発売された1987年当時のアルバムの主流はLPからCDへの移行期であり、標準的に音楽ソフトのアルバムはLPでも発売されていたが、当時この作品はCDとカセットテープ（CT） のみで発売された。
収録時間的にはLPにも収録が可能であったが、ソニーによるCDプレイヤーとCDソフトの販売促進のため、LPの発売はされなかった。
発売当時の価格は、CDは3200円、カセットは2800円であった。

## 収録曲

### SIDE 1
1. 陽だまり
2. ねがい
3. 夢のつづき
4. とまりぎ
5. 月あかり
6. モ・ザ・イ・ク

### SIDE 2
1. かざぐるま
2. 哀愁物語 -哀愁にさようなら-
3. 美しすぎるミステイク
4. 離愁
5. 約束
6. 歌人